# Baher El Mohamady
Baher El Mohamady (en árabe باهر المحمدي; Ismailía, Egipto; 1 de noviembre de 1996) es un futbolista egipcio que juega como defensa en el Ismaily S. C. de la Premier League de Egipto. También puede jugar como lateral derecho o interior por la derecha.

## Trayectoria
El Mohamady es producto de las categorías juveniles del Ismaily, club con el cual debutó profesionalmente en la temporada 2014-15, concretamente el 7 de noviembre de 2015, jugando un minuto en la derrota por 2-0 ante Haras El-Hodood, tras sustituir a Shawky El Said. Tuvo un breve paso por el Zamalek, sin llegar a debutar con el equipo principal, regresando a Ismaily para la campaña 2016-17, la cual sería su primera temporada regular.
Adaptado como lateral derecho durante la liga egipcia, convirtió su primer gol el 12 de octubre de 2016 en el empate 2-2 ante El Dakhleya. Desde entonces se ganó el titularato con su club, jugando tanto de lateral como central durante la temporada 2018-19.

## Selección nacional
El Mohamady es miembro de la selección de fútbol de Egipto, con la cual ha anotado un gol en 11 partidos. El 8 de septiembre de 2018 debutó con el combinado nacional en la goleada por 6-0 sobre Níger por la clasificación para la Copa Africana de Naciones de 2019 jugando como titular en la defensa de tres de Egipto, junto a Ahmed Hegazy y Ali Ghazal. Desde entonces fue considerado por el técnico Javier Aguirre en sus convocatorias habituales. El 16 de noviembre de ese mismo año convirtió su primera anotación con Egipto en la victoria por 3-2 sobre Túnez, también por la clasificatoria. El 11 de junio de 2019 fue convocado para disputar la Copa Africana de Naciones 2019, torneo en el cual fue pieza de recambio en la defensa.

### Participaciones en Copas Africanas
| Mundial                        | Sede   | Resultado        | Partidos | Goles |
| ------------------------------ | ------ | ---------------- | -------- | ----- |
| Copa Africana de Naciones 2019 | Egipto | Octavos de final | 1        | 0     |

## Clubes y estadísticas
Actualizado el 9 de marzo de 2020.
| Ismaily S. C. · Egipto | 2014-15       | 1.ª           | 1  | 0 | 0 | 0 | —  | — | 1   | 0 |
| Ismaily S. C. · Egipto | 2015-16       | 1.ª           | 0  | 0 | 1 | 0 | —  | — | 1   | 0 |
| Ismaily S. C. · Egipto | 2016-17       | 1.ª           | 22 | 2 | 1 | 0 | —  | — | 23  | 2 |
| Ismaily S. C. · Egipto | 2017-18       | 1.ª           | 19 | 0 | 2 | 0 | —  | — | 21  | 0 |
| Ismaily S. C. · Egipto | 2018-19       | 1.ª           | 29 | 0 | 1 | 0 | 7  | 2 | 37  | 2 |
| Ismaily S. C. · Egipto | 2019-20       | 1.ª           | 16 | 2 | 0 | 0 | 6  | 0 | 22  | 2 |
| Ismaily S. C. · Egipto | Total club    | Total club    | 87 | 4 | 5 | 0 | 13 | 2 | 105 | 6 |
| Total carrera | Total carrera | Total carrera | 87 | 4 | 5 | 0 | 13 | 2 | 105 | 6 |
| (1)Incluye datos de la Copa de Egipto (2015/16, 2016/17, 2017/18 y 2018/19). (2)Incluye datos de la Liga de Campeones de la CAF (2018/19) y del Campeonato de Clubes Árabes (2019/20). |               |               |    |   |   |   |    |   |     |   |